# لوسيانا ميندوزا
لوسيانا ميندوزا (بالإسبانية: Luciana Mendoza) مواليد 14 مارس 1990 في بوينس آيرس، هي لاعبة كرة يد أرجنتينية تلعب كظهير أيمن. مثلت منتخب الأرجنتين لكرة اليد للسيدات. شاركت في دورة الألعاب الأولمبية الصيفية سنة 2016. حققت المركز الثاني في دورة الألعاب الأمريكية 2011.

## سجل المنافسة
شاركت في البطولات التالية:
- الألعاب الأولمبية الصيفية 2016
- بطولة العالم لكرة اليد للسيدات 2011
- بطولة العالم لكرة اليد للسيدات 2013
- بطولة العالم لكرة اليد للسيدات 2015

## الميداليات
| الميدالية | المسابقة                    |
| --------- | --------------------------- |
| فضية      | دورة الألعاب الأمريكية 2011 |
| فضية      | دورة الألعاب الأمريكية 2015 |

## روابط خارجية
- لوسيانا ميندوزا على موقع الاتحاد الأوروبي لكرة اليد (الإنجليزية)
- لوسيانا ميندوزا على موقع أوليمبيديا (الإنجليزية)
- لوسيانا ميندوزا على موقع اللجنة الأولمبية الأرجنتينية (الإسبانية)